# Charles-Louis Clément
Pour les articles homonymes, voir Clément.
Pour les autres membres de la famille, voir François Clément.
Charles-Louis Clément (25 septembre 1768 à Besançon - 9 novembre 1857 à Paris) est un homme politique français du Premier Empire, de la Restauration, puis de la monarchie de Juillet.

## Biographie
Le père de Charles-Louis Clément, qui occupait à Besançon un emploi au bureau des finances, lui fit donner une éducation brillante et le détermina facilement à suivre la même carrière que lui. A vingt ans, il était inspecteur des douanes, mais la Révolution brisa sa carrière et changea sa destinée et répandit autour de lui ses alarmes et ses injustices. Quand on persécutait sa famille à Baume-les-Dames, lui-même n'était plus en sûreté à Besançon.
Ses opinions modérées, après lui avoir fait perdre sa place, lui avaient attiré des poursuites. Ayant été obligé, pour s'y soustraire, de prendre le parti des armes, Clément dut s'engager dans l'Armée du Rhin (1793) et servir sous les ordres de son compatriote Pichegru. Le Comtois fit la campagne de Hollande et gagna le grade de capitaine. La chute de Robespierre (9 thermidor) le rendit à la vie civile. Dès que le ministère de l'Intérieur fut réorganisé, il y entra en qualité d'expéditionnaire (1794), et y devint, en peu de temps, d'abord chef de bureau, puis chef de division. Il resta au ministère de l'Intérieur, où il resta jusqu'en 1810, époque de sa nomination au Corps législatif.

### Sous lePremier Empire
Il était propriétaire à Servin (Doubs), quand, le 10 août 1810, le Sénat conservateur le choisit comme député du Doubs au Corps législatif (1810-1814). M. Clément siégea pendant quatre ans parmi les « muets de l'Empire ». Il garda dans cette assemblée, bien plus par goût que par conviction, la silencieuse attitude de la majorité ; mais la minorité, qui formait l'opposition, obtint quelquefois son vote.
Le 17 juin 1813, il fut créé chevalier de l'Empire, puis membre de la Légion d'honneur en 1814.

### Sous laRestauration

#### Loi sur lelibre-échange
Il adhéra à la déchéance de Napoléon Ier (avril 1814) et fit partie, sous la Restauration, de l'opposition constitutionnelle. Appelé parfois au sein des commissions, il fut aussi choisi, en diverses circonstances, pour être leur organe à la tribune. C'est ainsi qu'il présenta les rapports sur la réunion de la principauté de Montbéliard au département du Doubs, sur les monnaies, et sur les réfugiés espagnols. Le discours qu'il prononça, le 10 octobre 1814, dans la discussion sur l'importation et l'exportation des grains fixa l'attention des économistes. Imprimé par ordre de la chambre, il lui mérita les éloges des journaux de l'Angleterre.
L'orateur avait prêté son appui au système protectionniste et repoussé avec énergie les premières tentatives du libre-échange que proposaient le ministère et la commission. « Doit-on, demandait-il, abandonner à l'étranger la faveur de l'importation indéfinie ? » Sur cette question, il commençait par établir que la France peut subsister avec les seuls produits de son sol, et il en concluait à l'inutilité du libre-échange et aux désastres dont ce système deviendrait la source. Il faisait remarquer ensuite que si les grains n'atteignent pas un prix rémunérateur, l'abondance déprécie dans les mains du paysan le fruit de ses travaux, et il est réduit à consommer lui-même des denrées réservées d'ordinaire à la consommation des villes. Enfin, se prévalant de la loi sur les fers, il demandait pour les blés français des avantages analogues, afin de garantir à tous nos produits nationaux, de quelque nature qu'ils fussent, une vente facile et une concurrence fructueuse. Il termine en disant : « Ne faisons rien qui favorise le commerce étranger au détriment du nôtre. N'enrichissons pas, sans motif réel, l'industrie d'autrci. quand la nôtre a un aussi pressant besoin d'encouragement et de secom N'admettons enfin qu'une importation qui laisse à notre concurrent, toute sa liberté, qui la maintienne au moins sur un pied égal et qui M ruine pas notre agriculture. » II est à remarquer que ces raisonnement reposent sur deux faits alors incontestables, qui sont fort contestés aujourd'hui : d'abord que le sol de la France suffise à la nourrir, et ensuite que le paysan ne mange son blé qu'autant qu'il ne trouve pas de profit à le vendre.
L'arrondissement de Baume-les-Dames (Doubs) l'élut, le 12 mai 1815, représentant à la Chambre des Cent-Jours. Il fut secrétaire de cette assemblée où il n'eut garde de se compromettre. Il s'y distingua par la sagesse de ses paroles et la modération de ses sentiments.
Fin juin, début juillet 1815, le duc de Wellington, arrivé aux portes de Paris, regardait comme très difficile d'enlever la ville de vive force, et conseillait le maréchal Blücher d'y entrer par négociation. Pendant qu'on discutait des conditions de l'armistice proposé par Wellington, mais contrarié par Blücher, nombre de gens considérables pensaient qu'on pouvait résister encore à l'étranger. Fouché, président de la commission de gouvernement provisoire, réunit une assemblée extraordinaire de personnages civils et militaires pour examiner la question. Après avoir exposé l'objet de la réunion, il attendit qu'on prît la parole ; mais personne n'étant pressé de risquer un avis sur ce grave sujet, chacun se tut. Fouché interpella alors les représentants, notamment M. Clément. Le député du Doubs déclara que la question étant militaire, c'était aux chefs de l'armée à s'expliquer, et il sembla provoquer l'illustre Masséna à donner son avis. Masséna ne voulut pas se prononcer faute de renseignements suffisants ; mais le maréchal Davout déclara nettement qu'il y avait grande chance de vaincre ; que s'il ne s'agissait que de livrer la bataille, il était prêt à la donner et certain de la gagner ; qu'il opposait un démenti formel à tous ceux qui l'accusaient de refuser le combat ; enfin qu'il demandait acte de sa déclaration.
Cette réponse, qui faisait honneur à la loyauté du maréchal, ne tranchait rien, car il restait à savoir si la défense de Paris ne serait pas, après la victoire, plus nuisible qu'utile à la nation. L'assemblée se sépara sans rien conclure, et renvoya à un conseil de guerre une décision si grave ; enfin, Davoust et Drouot ayant décidé que dans les grandes circonstances le citoyen devait être plus écouté que le soldat, le gouvernement provisoire donna l'ordre de capituler, et la chambre des représentants, qui avait à peine survécu quinze jours à Napoléon Ier, disparut devant quelques lignes du Moniteur, qui annonçaient la dissolution de l'assemblée et la rentrée du roi Louis XVIII.
Ces quinze jours d'humiliation et d'agonie ont été racontés dans l'Histoire du Consulat et de l'Empire avec les notes de M. Clément. « C'est, dit Adolphe Thiers, à l'aide des souvenirs qu'il avait conservés de cette scène, et qu'il avait bien voulu écrire pour moi, que je suis parvenu à rectifier la plupart des récits contemporains. Comme il était présent et d'une parfaite véracité, comme il n'avait d'ailleurs aucun motif d'altérer les faits, je crois le récit que je donne rigoureusement exact et le plus rapproché possible de la vérité absolue. »
Les événements ayant bientôt fait clore la session de cette assemblée, M. Clément retourna à la vie privée.

#### Combattu par leministère
Non-réélu en 1816, il retrouva son siège à la Chambre des députés le 11 septembre 1819, ayant obtenu du collège du département 324 voix sur 551 votants et 696 inscrits, et prit de nouveau place parmi les défenseurs des libertés constitutionnelles.
Il vota contre les projets restrictifs de la liberté de la presse, contre les lois d'exception, et avec les quatre-vingt-quinze qui soutinrent la loi du 15 février parla, en 1821, contre la loi sur la circonscription des arrondissemens électoraux, nouvelle loi électorale, contre la loi du double vote (1820) (que M. Clément combattit comme impopulaire et favorable à l'aristocratie).
Dans les sessions suivantes, il appuya la loi sur l'achèvement du canal Monsieur, qui intéressait si fort ses commettants, et, n'ayant pu obtenir la parole à cause du nombre des orateurs inscrits avant lui, il fit imprimer son opinion.
Des pétitions relatives à l'instruction primaire le ramenèrent à la tribune, et il y défendit la méthode et l'enseignement mutuel contre les attaques de son collègue et compatriote, le marquis Terrier de Santans.
M. de Villèle, fort du succès de l'intervention en Espagne, résolu de se débarrasser des députés libéraux et d'une fraction de la droite royaliste : il fit dissoudre la chambre le 24 décembre 1823. Les élections de février-mars 1824 se traduisirent par un véritable raz-de-marée des ultras : on parle ainsi de « Chambre retrouvée ». Seuls neuf députés de l'opposition furent nommés dans la nouvelle chambre. M. Clément était du nombre des vaincus, l'arrondissement de Baume lui ayant préféré M. le marquis de Moustier, ex-ambassadeur de France en Espagne, dont le mandat dura trois ans.
Combattu par le ministère, Clément échoua aux élections de 1824, et ne fut réélu que le 1er novembre 1827 à Baume-les-Dames. Les journaux de l'époque racontèrent que son concurrent, M. le marquis de Moustier, que le ministère avait désigné au choix des électeurs en le nommant président du collège électoral, s'écria, en proclament M. Clément élu : « Vive le roi quand même ! »
Clément acquit alors assez de crédit, sinon pour dicter des choix quand il s'agissait de fonctions publiques, du moins pour recommander utilement les candidats qui en étaient dignes. Cette influence servait déjà les intérêts les plus élevés de l'ordre religieux. En 1829, l'archidiocèse de Besançon étant devenu vacant par la mort de Mgr de Villefrançon, le gouvernement songeait à y élever M. l'abbé d'Isoard, auditeur de rote. Cependant quelques personnes de marque jetèrent les yeux sur M. le duc de Rohan-Chabot, qui venait d'être pourvu de l'archevêché d'Auch, et engagèrent les députés franc-comtois à solliciter sa translation au siège de Besancon. M. le président Bourgon prit l'initiative de cette démarche ; MM. de Grammont, de Terrier-Santans et de Villeneuve se joignirent à lui ; le suffrage de M. Clément compléta l'unanimité ; M. de Martignac en fut frappé, dans un temps où tant de nuances divisaient les représentants de la province, et le jeune prélat fut donc nommé. M. Clément intervint avec non moins de succès dans l'élection des deux successeurs du cardinal de Rohan, Mgrs Dubourg et Mathieu. Il aimait à le dire et il se félicitait d'avoir concouru ainsi au bien d'un diocèse qui lui était si cher.
M. Clément continua de voter avec l'opposition constitutionnelle, fut des 221, et fut réélu le 27 juin 1830, contre M. Terrier de Lauret, sous-préfet de Dole.

### Sous lamonarchie de Juillet
Quoiqu'il n'eût ni souhaité, ni prévu la révolution de juillet, il se rangea avec enthousiasme sous la bannière de la branche cadette, surtout du moment où M. Casimir Perier se fut déclaré son porte-drapeau. Dès ce moment, M. Clément vota aveuglément, et sans contrôle, en faveur de toutes les propositions ministérielles sans exception. Toutefois, aux élections de 1831, il se prononça contre l'hérédité de la pairie, parce que :

« # elle constituerait un privilège incompatible avec les « principes de notre révolution et de nos mœurs ;
1. ce privilège blesserait le sentiment d'égalité qui, chez nous, est peut-être plus fort que celui de liberté ;
2. cette espèce d'aristocratie serait sans utilité pour le pays ;
3. enfin, parce que la naissance ne donne ni la considération, ni l'influence qui sont dues seulement au mérite et à l'honneur. »

Sur les autres questions, M. Clément ne s'expliquait pas aussi catégoriquement : il renvoyait, pour les résoudre, à sa conduite passée.
Renommé le 5 juillet 1831 contre M. Bouchot, il siégea à la Chambre des députés pendant la durée du gouvernement de Juillet, qu'il soutint de ses votes. Il fut réélu : le 21 juin 1834, le 4 novembre 1837, le 2 mars 1839, le 9 juillet 1842, et le 1er août 1846.
M. Clément fut fidèle à ses engagements, lorsqu'il eut à voter dans la question de la pairie ; mais dans toutes les autres circonstances, il a paru ne pas attacher grande importance aux sentiments soit d'égalité, soit de liberté, car il a accepté sans protestation « l'insultante » dénomination de sujets (7 janvier 1832), et les divers ministères qui se sont succédé l'ont constamment trouvé favorables à tous leurs projets de lois liberticides.
En 1834, M. Clément fut nommé questeur par la chambre, en remplacement de M. Dumeylet.
Dans les questions dynastiques, il appuya la royauté de Juillet ; mais dans les questions ministérielles il s'abstenait de voter. Cette neutralité, qui était acceptée par toutes les nuances de la chambre, rendait son influence plus considérable encore, toutes les fois qu'il s'agissait des intérêts publics de sa province ou de; intérêts privés de ses commettants. Modeste dans son succès, mais persévérant dans ses demandes, il joignait la discrétion à l'obligeance et feignait parfois de croire à peine à son propre crédit. Mais de tous les souvenirs qu'il pouvait évoquer et de tous les services qu'il avait rendus, rien ne lui était plus cher que son influence sur certaines nominations épiscopales. Il y avait dans la complaisance qu'il mettait à en parler autant d'honneur religieux que de satisfaction d'avoir réussi : c'était l'homme de bien, sentant qu'il a fait une bonne action et heureux de le dire. Son intervention fut surtout décisive pour faire signer à Louis-Philippe Ier la nomination de Mgr Doney au siège de Montauban. Voici comme il racontait lui-même l'un des traits les plus honorables de sa vie :

« M. Guizot s'était promis de proposer pour l'épiscopat les sujets les plus distingués du clergé de France, et le ministre des cultes, M. Martin du Nord, avait arrêté, sur les instances de M. de Montalembert et sur la recommandation de plusieurs prélats, la nomination de M. l'abbé Doney ; mais il s'agissait d'obtenir la signature du roi, et le ministre n'osait pas la demander lui-même à cause des préventions du prince contre le candidat. L'ordonnance étant préparée, je me chargeai de la porter à Neuilly.
— Ah ! voici Clément ! s'écrie le roi en me voyant ; je parie que vous venez me demander quelque faveur ; mais nous n'en parlerons qu'après déjeûner.
Le déjeûner fut fort gai.

— Eh bien ! dit le roi, en rentrant dans son cabinet, que voulez-vous de moi ?
— Sire, une signature pour l'évêché de Montauban.
— Comment ! encore un évêché ! C'est pour quelque Franc-Comtois sans doute ?
— Oui, Sire, et vous n'êtes pas mécontent, je pense, de ceux que je vous ai recommandés, M. Gousset, M. Cart.
— Soit, mais de qui s'agit-il aujourd'hui ?

Et le roi, prenant le papier de mes mains :

— M. l'abbé Doney ! Je ne signerai jamais la nomination d'un Lamennaisien.
— Mais il y a longtemps que M. Doney ne l'est plus.

Le roi prit la plume, puis, après un moment de réflexion :

— Je ne peux pas nommer un prêtre que mon gouvernement a traduit en cour d'assises.
— Ah ! l'affaire de la croix de mission ! Permettez-moi, Sire, de vous la rapporter. Là-dessus je racontai tous les détails de l'affaire, je rappelai surtout comment M. Doney s'était défendu lui-même en cour d'assises, comment le procureur général avait été surpris et déconcerté, enfin, combien l'acquittement avait été honorable et triomphant.
— Le pauvre procureur général ! fit le roi ; il avait affaire à forte partie. Allons, je signe, mais vous en répondez ?
— Oui, Sire, devant Dieu et devant les hommes. »

« Je crois, ajoutait M. Clément en citant ce trait, que ma responsabilité est assez légère. »

### Fin de vie
Il était également conseiller général du département du Doubs et fut élevé au rang d'officier de la Légion d'honneur.

Les journées de février 1848 mirent fin à la carrière politique de M. Clément, mais il se retira de la scène en rendant à son pays un dernier et signalé service. Le gouvernement provisoire, à peine installé, cherchait des commissaires propres à représenter dans chaque département le pouvoir issu de l'émeute et de la surprise. Ledru-Rollin, qui siégeait à la chambre assez loin de M. Clément, mais qui estimait l'honnêteté et la modération du député du Doubs, alla trouver son collègue et lui demanda de lui indiquer un commissaire du gouvernement pour le département qu'il avait si longtemps représenté. M. Clément répondit : 

« Je ne connais de vieux républicain que M. l'avocat de Mérey ; il a du talent, de l'indépendance de caractère, et il aura toute la fermeté nécessaire pour empêcher le mal. »

M. de Mérey fut nommé sur ce témoignage et le justifia tout entier.
M. Clément,  alors d'un grand âge, revint à Baume pour la dernière fois s'occuper avec lenteur des préparatifs de sa mort : il prit congé, sans tristesse et sans trouble, des lieux et des personnes qu'il avait aimés, fit vendre, après son départ, les meubles de sa modeste demeure, et en envoya tout le linge à l'hospice. De retour à Paris, il songea à son testament, en médita longtemps les dispositions, et le dressa, le 1er mars 1857, avec cette lumineuse sérénité que l'expérience ne donne qu'aux vieillards d'élite.
La maladie dont M. Clément fut atteint, dans sa quatre-vingt-dixième année, lui laissait la plénitude de ses facultés intellectuelles et même la liberté de la parole ; elle lui donna, pour ainsi dire, de voir venir la mort et de l'attendre. Il fut visité de bonne heure par M. Deguerry, curé de la Madeleine, qui le confessa en pleine connaissance et, ne pouvant lui apporter la communion à cause de sa maladie, lui administra du moins l'extrême-onction et se déclara très satisfait de ses sentiments.
M. Clément mourut à Paris le 9 novembre 1857. La ville de Baume recueillit ses cendres et lui éleva un tombeau. Le portrait de cet insigne bienfaiteur manquait au peuple enrichi par ses dons : il fut découvert dans la vente du peintre Court, qui en avait fait l'esquisse pour le tableau représentant les députés présents à la prestation de serment du roi Louis-Philippe. M. Alexis Monnot Arbilleur eut l'heureuse pensée de l'acheter et de l'offrir à la ville, qui se fit une joie de le recevoir, et un honneur de le montrer.
Après son décès, le legs qu'il fit permit la construction d'établissements d'instruction et de bienfaisance à l'entrée de la ville de Baume-les-Dames.

## Vie familiale
Charles-Louis Clément naquit à Besançon en 1768. Sa famille paternelle était originaire de Fontenelle (Côte-d'Or), près de l'abbaye de Bèze, en Bourgogne. Il aimait à rappeler qu'elle avait été illustrée dans le XVIIIe siècle par son grand-oncle, religieux bénédictin de la congrégation de Saint-Maur, dom Clément, membre de l'académie des inscriptions et belles-lettres, et précepteur du duc de Normandie, second fils du roi Louis XVI (futur Louis XVII). Dom Clément fit présent à son petit-neveu de l'édition qu'il fit de l'Art de vérifier les dates (corrigée et augmentée, 3 vol. in-folio, 1783-1787) : celui-ci garda cet ouvrage soixante-dix ans et le légua par testament à un de ses amis, en marquant l'origine du don et le prix qu'il y attachait.
Par sa mère, née Vernerey, dont les ancêtres habitaient, de temps immémorial, le village de Servin en Franche-Comté, M. Clément tenait à plusieurs familles honorables du bailliage de Baume-les-Dames et du parlement de Besançon. Sa famille maternelle, qui se composait de onze personnes et dont les chefs étaient plus qu'octogénaires, fut persécutée, dès 1790, pour ses opinions politiques et religieuses, et obligée de fuir pendant la nuit à travers les bois. Elle se réfugia dans la ville la voisine de Baume-les-Dames, où elle fut accueillie avec respect et protégée avec énergie. Cependant l'honorable asile qu'elle y avait trouvé ne demeura pas inviolable jusqu'à la fin, car, en 1793, par arrêtés des 17 et du 21 septembre, on consigna, les filles Vernerey, de Servin. Au mois d'octobre suivant, le comité de surveillance révolutionnaire les mit en réclusion dans leur domicile, avec un sans-culotte pour garde, placé chez elles et entretenu à leurs frais. Cette oppression dura pendant dix mois, jusqu'à l'époque de la réaction thermidorienne.
Claude-Louis Clément se maria avec Mlle Caron, d'une famille riche et distinguée de Dampierre-sur-le-Doubs, resserra encore les liens qui l'attachaient à sa province. Cette union fut courte mais heureuse : il eut le maheur de perdre sa femme. Héritier de sa femme, il renonça à la plus grande partie de sa succession, préférant la modeste aisance qui lui venait des siens à ces richesses étrangères.

## Fonctions
- Inspecteur des douanes (1788) ;
- Capitaine dans l'armée du Rhin (1793) ;
- Expéditionnaire, chef de bureau, puis chef de division au ministère de l'Intérieur (1794-1810) ;
- Député du Doubs au Corps législatif (10 août 1810 - 1814) ;
- Député du Doubs à la Chambre (1814-1815, 11 septembre 1819 - 1824, 1er novembre 1827, réélu le 27 juin 1830, le 5 juillet 1831, le 21 juin 1834, le 4 novembre 1837, le 2 mars 1839, le 9 juillet 1842, le 1er août 1846 ;
- Représentant à la Chambre des Cent-Jours (12 mai 1815 - 1815) ;
- Conseiller général du département du Doubs (monarchie de Juillet).

## Récompenses et distinctions

### Titres
- Chevalier de l'Empire (17 juin 1813).

### Décorations
- Commandeur de la Légion d'honneur (1844)[15];
- Chevalier de l'ordre de la Réunion (19 juin 1813).

## Avis des contemporains
- « Homme sincère et considéré que la génération présente a vu, connu et respecté ». Adolphe Thiers.

## Règlement d'armoiries
« Parti, d'azur et d'or ; l'azur à la montagne d'argent sommée d'une colombe du même, tenant en son bec une branche d'olivier de sinople ; l'or, au croissant d'azur sommé d'une branche à cinq feuilles de sinople ; champagne d'azur, brochant sur le parti, chargé du signe des chevaliers de l'Ordre impérial de la Réunion. »